# Уголёк (футбольный клуб, Димитров)
Футбольный клуб «Уголёк» — украинский футбольный клуб из города Димитров (ныне — Мирноград) Донецкой области.
В 2013 году команда выступала в Первенстве Донецкой области по футболу

## Все сезоны в чемпионатах Украины
| Сезон   | Чемпионат       | Чемпионат | Чемпионат | Чемпионат | Чемпионат | Чемпионат | Чемпионат | Чемпионат | Кубок       | Кубок | Кубок | Кубок | Кубок | Кубок | Кубок | Примечание                                                        |
| Сезон   | Лига            | Место     | И         | В         | Н         | П         | М         | О         | Этап        | И     | В     | Н     | П     | М     | О     | Примечание                                                        |
| ------- | --------------- | --------- | --------- | --------- | --------- | --------- | --------- | --------- | ----------- | ----- | ----- | ----- | ----- | ----- | ----- | ----------------------------------------------------------------- |
| 2002/03 | Вторая Группа В | 14 из 15  | 28        | 5         | 8         | 15        | 12−37     | 23        | 1/32 финала | 1     | 0     | 0     | 1     | 0−2   | 0     |                                                                   |
| 2003/04 | Вторая Группа В | 14 из 16  | 30        | 5         | 4         | 21        | 18−61     | 19        | 1/32 финала | 1     | 0     | 0     | 1     | 0−7   | 0     |                                                                   |
| 2004/05 | Вторая Группа В | 8 из 15   | 28        | 8         | 7         | 13        | 36−47     | 31        | 1/32 финала | 1     | 0     | 0     | 1     | 0−3   | 0     | Снялся с соревнований перед началом следующего чемпионата Украины |
| Всего   |                 |           | 86        | 18        | 19        | 49        | 66−145    | 55        |             | 3     | 0     | 0     | 3     | 0−12  | 0     |                                                                   |